# Cymodoce bentonica
Cymodoce bentonica is een pissebed uit de familie Sphaeromatidae. De wetenschappelijke naam van de soort is voor het eerst geldig gepubliceerd in 1962 door Loyola e Silva.